# 環太平洋パートナーシップ協定

批准国
署名国
脱退した署名国

環太平洋パートナーシップ協定（かんたいへいようパートナーシップきょうてい、環太平洋（経済）連携協定、英: Trans-Pacific Partnership Agreement、略称：TPP）は、オーストラリア、ブルネイ、カナダ、チリ、日本、マレーシア、メキシコ、ニュージーランド、ペルー、シンガポール、ベトナム、アメリカ合衆国の間で2016年2月4日に署名された経済連携協定（EPA）。2017年1月、アメリカ合衆国が本協定から離脱したため、アメリカ合衆国の離脱後、発効されたCPTPPと区別する必要がある場合は「TPP12（TPP Twelve）」と通称されている。
アメリカ合衆国の離脱後、残った11か国は、TPPの一部の規定の発効を停止した新たな貿易協定を交渉し、新協定は「環太平洋パートナーシップに関する包括的及び先進的な協定（略称: CPTPP；TPP11）」として、2018年12月30日に発効した。
2024年12月15日、CPTPPに新たに英国が加盟したことで加盟国は12ヶ国に増加した。

## 概要
TPPは、2005年にブルネイ、チリ、ニュージーランド、シンガポールによって署名された環太平洋戦略的経済連携協定（TPSEPまたはP4）の拡大として始まった。2008年からは、より広範な合意のための議論にオーストラリア、カナダ、日本、マレーシア、メキシコ、ペルー、米国、ベトナムなどの国々が追加で参加し、交渉国は12カ国となった。
2017年1月20日、アメリカ合衆国大統領ドナルド・トランプはTPP離脱をアメリカ合衆国通商代表に指示する大統領覚書（Memorandum）に署名し、アメリカ合衆国通商代表部が協定の寄託国であるニュージーランド政府に脱退を通知した。他のTPP11カ国は2017年5月に協定復活に向けて交渉を行うことに合意し、新しい協定は、『環太平洋パートナーシップに関する包括的及び先進的な協定（かんたいへいようパートナーシップにかんするほうかつてきおよびせんしんてきなきょうてい、英語: Comprehensive and Progressive Agreement for Trans-Pacific Partnership、略称: CPTPP; TPP11）』として、2018年1月に合意に達した。2018年3月、11カ国はCPTPPに署名した。
中央日報やレコードチャイナ、アメリカのワシントンポストなどの各国新聞各紙は、「アメリカ合衆国の離脱後は、日本が主導した」と報道している。
CPTPPは2018年12月30日に、メキシコ、日本、シンガポール、ニュージーランド、カナダ及びオーストラリアの間で発効し、ベトナムについては2019年1月14日に発効、ペルーについては、2021年9月19日に発効、マレーシアについては、2022年11月29日に発効、チリについては、2022年12月23日、CPTPP発効のための国内手続を完了したので、チリについては2023年2月21日に発効、ブルネイは、2023年5月13日、CPTPP発効のための国内手続を完了した旨を寄託国であるニュージーランドに通報したので、ブルネイについてはその批准の60日後の2023年7月12日に発効した。
当初のTPPには、非関税障壁と関税障壁の両方を下げ、投資家対国家の紛争解決（ISDS）メカニズムを確立するための措置が盛り込まれていた 。アメリカ国際貿易委員会、ピーターソン国際経済研究所、世界銀行、グローバル・アフェアーズ・カナダ首席エコノミスト事務所は、最終的な協定が批准されれば、すべての加盟国にとって純然たるプラスの経済的成果につながるとした一方で、タフツ大学の2人のエコノミストによる代替手法を用いた分析では、協定が加盟国に悪影響を及ぼすとした。 多くのオブザーバーは、この貿易協定は地政学的な目的、すなわち、加盟国の中国貿易への依存度を下げ、加盟国を米国に近づけることに役立っただろうと主張している。

## 原協定、TPP交渉からCPTPPの発効まで

### 原協定
環太平洋パートナーシップ協定の原協定（英語: Trans-Pacific Strategic Economic Partnership Agreement, TPSEP）は、シンガポール・ブルネイ・チリ・ニュージーランドの4か国の経済連携協定（EPA）として始まり、2005年7月(ブルネイは8月）に署名され2006年5月28日にシンガポール、ニュージーランドについて、7月12日にブルネイについて、11月8日にチリについて発効した。
当初は、Pacific Three Closer Economic Partnership (P3-CEP) として知られ、2002年にメキシコのロス・カボスで開かれたAPEC首脳会議でチリ、シンガポール、ニュージーランドの3か国間で交渉が開始された。2005年4月に開かれた5回目の交渉会合から、ブルネイが完全な交渉当事者として加わった。この原加盟4か国は Pacific-4 (P4) と呼ばれる。また、拡大交渉中のTPP協定と区別するために、原協定 (original agreement) は、P4協定 (P4 Agreement) と呼ぶことがある。
加盟国間の全ての関税の90%を撤廃
産品の貿易・原産地規則・貿易救済措置・衛生植物検疫措置・貿易の技術的障害・サービス貿易・知的財産・政府調達（国や自治体による公共事業や物品・サービスの購入など）、競争政策を含む、自由貿易協定の全ての主要な項目をカバーする包括的な協定となっている。目的の一つは、「加盟国の戦略的提携によってマーケットにおけるプレゼンスを上げること」である(CHAPTER 16 STRATEGIC PARTNERSHIP Article 16.2: Objectives 2. (d))。
条文は、ニュージーランド政府サイト上で公開（#外部リンク参照）されており、日本語への私訳も複数存在している（日本政府からは、農林水産省から第3章の仮訳が公開されているのみである）。

### 原協定の拡大
原協定の第20章 最終規定の第1条および第2条において、「別段の合意が無い限り、この協定に投資に関する章と金融に関する章を盛り込むことを目的として、この協定の発効（2006年5月28日）から遅くても2年後までに交渉を開始する」と定められている。これに従い協定の拡大交渉会合が開かれている。
拡大交渉に伴い、拡大交渉中の協定は 環太平洋パートナーシップ協定 (Trans-Pacific Partnership Agreement, TPP) と表現されるようになったが、内容は、環太平洋戦略的経済連携協定 (Trans-Pacific Strategic Economic Partnership Agreement, TPSEP, P4) の拡大である。ただし当初は原協定（TPSEP）に基づく拡大交渉として開始されたが、最終的には、原協定とは法的にまったく別の協定となったため、TPPにはTPSEPとの関連を規定する規定は一切ない。

### 拡大交渉会合開始までの流れ
- 2008年
  - 2月4日、アメリカ合衆国通商代表（以下、USTR）のスーザン・シュワブは、アメリカが投資と金融に関する交渉に参加すると表明した[36]。
  - その後、リーマン・ショックから1週間後にあたる2008年9月22日に、USTRのスーザン・シュワブは、原加盟国4か国の代表と共に交渉の立ち上げの声明を出し、アメリカは最初に追加された交渉国となった[37]。
  - 翌日の2008年9月23日に、オーストラリアは参加の検討を発表した[38]。
  - なお、アメリカは、参加表明に先立ち日本、オーストラリアなど数カ国に一緒に参加することを外交ルートなどを通じ呼びかけたが、日本は、当時の経済産業大臣・二階俊博（自公連立政権）が参加に意欲をみせたものの、参加は見送っている[要出典]。
- 2009年
  - 11月14日に、アメリカは改めて参加の意思を示し、その中で、大統領のバラク・オバマは初めてTPPに係合する意向を発表し、USTR代表のロン・カークは輸出拡大と雇用確保などのメリットを強く訴えている[39]。
- 2010年
  - 3月14日に、ペルー貿易観光大臣のペレスは交渉参加を発表した[40]。

### 環太平洋パートナーシップ協定への拡大交渉
- 2010年
  - 3月、オーストラリアにおいて、原加盟4か国にアメリカ、オーストラリア、ベトナム、ペルーの4か国を加えた第1回交渉会合が開催された[41]。
  - 6月、米国において第2回交渉会合が開催された[41]。
  - 10月、ブルネイにおいて第3回交渉会合が開催された。この会合からマレーシアが参加した[41]。
  - 11月、横浜で行われたAPEC首脳会議の際に、TPP協定交渉参加国首脳会合が開催され、「2011年11月のハワイAPEC首脳会議までの交渉妥結を目指す」ことで一致[41]。
  - 12月、ニュージーランドにおいて第4回交渉会合が開催された[41]。
- 2011年
  - 2月、チリにおいて第5回交渉会合が開催された[41]。
  - 3月、シンガポールにおいて第6回交渉会合が開催された[41]。
  - 5月、米国のモンタナAPEC貿易大臣会合の際に、TPP協定交渉参加国閣僚会合が開催され、共同声明で「2011年11月にTPP協定の大まかな輪郭を固めるとの目標を表明した[41]。
  - 6月、ベトナムにおいて第7回交渉会合が開催された[41]。
  - 9月、米国において第8回交渉会合が開催された[41]。
  - 10月19日〜10月28日の日程でペルーにおいて第9回交渉会合が開催された[42]。
  - 11月12日、TPP協定交渉参加9カ国は首脳会合を開催し、会合後にTPP首脳声明及びTPP協定の輪郭[43]に関する文書等を発表した[44]。また、オバマ大統領は「野心的な目標ではあるが、2012年中に協定を完成させるよう指示した」と発言した[45]。
  - 12月5日〜12月9日の日程でマレーシアにおいて第10回交渉会合が開催された[46]。
- 2012年
  - 3月1日〜3月9日の日程でオーストラリアのメルボルンにおいて第11回交渉会合が開催された[47]。
  - 4月、ロサンゼルス他においてTPP協定交渉分野別中間会合が開催された[48]。
  - 5月8日〜5月16日の日程で米国のダラスにおいて第12回交渉会合が開催された[49]。
  - 7月2日〜7月10日の日程で米国のサンディエゴにおいて第13回交渉会合が開催された[50]。
  - 9月6日〜9月15日の日程で米国のリーズバーグにおいて第14回交渉会合が開催された[51]。
  - 12月3日〜12月15日の日程でニュージーランドのオークランドにおいて第15回交渉会合が開催された。11月の中間会合から交渉に参加したメキシコ及びカナダが始めて全体交渉に参加した[52]。
- 2013年
  - 3月4日〜3月13日の日程でシンガポールにおいて第16回交渉会合が開催された[53]。
  - 3月15日、日本の安倍晋三内閣総理大臣は記者会見でTPP交渉参加表明した。[54]
  - 5月15日〜5月24日の日程でペルーのリマにおいて第17回交渉会合が開催された[55]。
  - 7月15日〜7月23日の日程でマレーシアのコタキナバルにおいて第18回交渉会合が開催された。日本は、7月23日午後（米国時間23日0時）より参加した[56][57][58][59][54]。
  - 8月24日〜8月30日の日程でブルネイにおいて第19回交渉会合が開催された[60][57][58][59]。
  - 9月18日〜9月21日の日程で米国のワシントンにおいて首席交渉官中間会合が開催された[61][57][58][59]。
  - 10月8日〜10月8日の日程でインドネシアのバリ島において首席交渉官会合（1.2.4.5日）、閣僚会合（3,4,6日）、首脳会合（8日）が開催された[62][57][58][59]。
  - 11月19日〜11月24日の日程で米国のソルトレイクシテにおいて首席交渉官会合が開催された[63][57][58][59]。
  - 12月7日〜12月10日の日程でシンガポールにおいて閣僚会合が開催された[64][57][58][59]。
- 2014年
  - 2月22日〜2月25日の日程でシンガポールにおいて閣僚会合が開催された。また閣僚会合に先立ち2月17日〜2月21日の日程で首席交渉官会合が開催された[65][57][58][59]。
  - 4月9日〜4月10日の日程で東京において日米閣僚協議が開催された[57][58][59]。
  - 4月16日〜4月18日の日程で米国のワシントンにおいて日米閣僚協議が開催された[57][58][59]。
  - 4月24日の東京における日米首脳会談においてTPPについても協議され、これを受けて同日に日米閣僚協議が開催された[57][58][59]。
  - 5月1日〜5月19日の日程でベトナムのホーチミンにおいて首席交渉官会合が開催された[66][57][58][59]。
  - 5月19日〜5月20日の日程でシンガポールにおいて閣僚会合が開催された。[67][57][58][59]。
  - 7月3日〜7月12日の日程でカナダのオタワにおいて首席交渉官会合が開催された[68][57][58][59]。
  - 9月1日〜9月10日の日程でベトナムのハノイにおいて首席交渉官会合が開催された[69][57][58][59]。
  - 9月23日〜9月24日の日程で米国のワシントンで日米閣僚協議が開催された[57][58][59]。
  - 10月25日〜10月27日の日程でオーストラリアのシドニーにおいて閣僚会合が開催された。またこの前後（10月20日から24日、10月28日から11月2日）に首席交渉官会合）が開催された[70][57][58][59]。
  - 11月6日〜11月10日の日程で中国の北京において首席交渉官会合（6,7日）、閣僚会合（8日）、首脳会合（10日）が開催された[71][57][58][59]。
  - 12月7日〜12月12日の日程で米国のワシントンにおいて首席交渉官会合が開催された[72][57][58][59]。
- 2015年
  - 1月26日〜2月1日の日程で米国のニューヨークにおいて首席交渉官会合が開催された。[73][57][58][59]。
  - 3月9日〜3月15日の日程で米国のハワイにおいて首席交渉官会合が開催された[74][57][58][59]。
  - 4月19日夜から4月21日未明に東京において日米閣僚協議が開催された。[57][58][59]
  - 4月23日〜4月26日の日程で米国のメリーランドにおいて首席交渉官会合が開催された。[75][57][58][59]。
  - 4月28日の米国のワシントンにおける日米首脳会談においてTPPについても協議された[57][58][59]。
  - 5月16日〜5月27日の日程で米国のグアムにおいて首席交渉官会合が開催された[76][57][58][59]。
  - 7月24日〜7月27日の日程で米国のハワイにおいて首席交渉官会合が開催され、続いて7月28日〜7月31日の日程で閣僚会合が開催された[77][57][58][59]。

### TPP協定の署名
- 2015年
  - 9月26日〜9月28日の日程で、アメリカ合衆国ジョージア州アトランタにおいて首席交渉官会合が開催され、続いて9月29日〜10月5日の日程で閣僚会合が開催され、最終日の10月5日にTPP交渉が大筋合意した[78][57][58][59]。
  - 11月5日に、TPP協定の全体が暫定条文の形で初めて公表された[79]。
- 2016年
  - 2月4日、ニュージーランドのオークランドにおいて、TPP協定が12カ国により署名された[80][81]。
    - 調印式会場のあるオークランドでは、約2万人の人々がTPPに反対するために抗議活動を行った。反TPP運動の主催者らは、TPPがニュージーランドの国家主権を侵害し、地元の企業を犠牲して海外の企業を利すると主張した[82]。

### 米国の離脱表明
- 2017年
  - 1月、アメリカ合衆国がTPPを離脱[83]。TPP協定は米国抜きでは発効できず[注釈 1]、合意した市場開放や貿易・投資ルールを適用するには協定の見直しが必要となった[84]。
  - TPP協定については、日本が2017年1月20日[85]に、ニュージーランドが2017年5月11日[86]に協定の受諾のための国内手続きを完了した旨を通報したが、他の国は米国の離脱表明後手続きを進行させていない。

### CPTPP作成までの経緯
- 2017年
  - 5月21日、ベトナムにおいて開催された閣僚会合でアメリカを除いた加盟国11か国でTPP協定を早期に発効する事を確認[87][88]。新協定「TPP11」の発効を目指す事となった[89]。
  - 7月12日-14日、神奈川県箱根町において首席交渉官会合が開催され、早期発効に向けた具体策が話し合われた[90]。
  - 8月28日-30日、オーストラリアのシドニーにおいて首席交渉官会合が開催[91]。医薬品データを8年間保護する項目の凍結が固まったほか、著作権の保護期間延長や政府調達の規制緩和などの凍結や修正で、50程度の要望が出た[91]。
  - 9月21日-22日、東京都内において首席交渉官会合を開催[89]。
  - 9月、日本、オーストラリアと共に「TPP11」を引っ張ってきたニュージーランドの政権が選挙で交替。TPP慎重派の労働党が政権についた [92]。
  - 10月30日-11月1日、浦安市舞浜において首席交渉官会合を開催[93][94]。8月の会議で50程度出されたアメリカ合衆国の復帰まで、実施を棚上げする凍結項目を絞る作業が行われた[94]。ニュージーランドの新政権もTPP11の発効を支持する方向に政策転換をした[95]。
  - 11月、ベトナムのダナンで開催されたAPEC閣僚会合に合わせて開催された、TPP署名11か国の閣僚会合において、一旦は11月9日に大筋合意が宣言されたが[96]、カナダが大筋合意を否定するとともに、首脳会合の開催を拒否[97][98][99][97][98]。11月10日夜に再開された閣僚会合でようやく大筋合意[100]が再確認されたが、首脳会合は開催されなかった[101][102]。
    - この大筋合意では、オリジナル版TPPの内容のうち、20項目に関してアメリカ合衆国が復帰するまで実施を「凍結」をすることとし合意し、新名称を「包括的及び先進的な環太平洋パートナーシップ協定[注釈 9]（英語: CPTPP, Comprehensive and Progressive Trans-Pacific Partnership）」にすること、CPTPPの略称も使うことを発表した[103][104][105]。また4項目についてはなお協議することとされた[106]。

- 2018年
  - 1月22日-23日、東京において首席交渉官交渉が行われ、継続交渉とされた4項目のうち、マレーシア、ブルネイの経過措置起算日については凍結で合意、ベトナムの労働、カナダの文化例外については、発効後の取り扱いについて各国とサイドレターを取り交わすことで合意した。それにより凍結項目が確定し、英文の法技術的チェック（リーガルスクラブ）も終了したことから、新協定のテキスト（英文）が確定したことが確認され、署名式を2018年3月8日チリで行うことで一致したと発表された[107][108][109][110]。カナダのトルドー首相も、世界経済フォーラム（ダボス会議）において、2018年1月24日にTPP11への署名の意向を表明[111]。
    - TPP11は、参加11か国の人口は合わせて約5億人(世界の約6％)、GDP合計は、日本円にして約1100兆円（世界全体の13％）規模の経済連携協定となる[112]。

  - 1月25日、アメリカのトランプ大統領は訪問先のスイスで受けた米テレビCNBCのインタビューで、就任時「永久に離脱する」としていたTPPへの参加を「より有利な条件であればやる」と復帰を検討する用意があると表明した[113]。
  - 3月8日、チリのサンティアゴにおいて、アメリカを除く11か国によるTPP11の署名式が行われた[114][115][116][117]。これにより、人口5億人の貿易圏が誕生することとなった[115][116][117]。

### CPTPPの発効
- オーストラリアが2018年10月31日、CPTPPについての国内手続を完了した旨の通報をし、CPTPPの締約国が6か国になったことにより、CPTPPは2018年12月30日に、メキシコ、日本、シンガポール、ニュージーランド、カナダ及びオーストラリアの間で発効した[21]。
- ベトナムは、2018年11月15日にCPTPPについての国内手続を完了した旨の通報[118]したので、ベトナムについてはその通報の60日後の2019年1月14日[22]に発効した。
- ペルーは、2021年7月21日にCPTPPについての国内手続を完了した旨の通報[119]したので、ペルーについてはその通報の60日後の2021年9月19日[22]に発効した。
- マレーシアは、2022年9月30日にCPTPPについての国内手続を完了した旨の通報をしたと10月5日に公表した[120][121]。マレーシアについてはその通報の60日後の2022年11月29日[22]に発効した。
- チリは、2022年12月23日[注釈 8]にCPTPPについての国内手続を完了旨の通報[6]したので、チリについてはその批准の60日後の2023年2月21日[22][25]に発効した。
- ブルネイは、2023年5月13日、CPTPP発効のための国内手続を完了した旨を寄託国であるニュージーランドに通報したので、ブルネイについてはその批准の60日後の2023年7月12日に発効した[7][26]。
- ブルネイが締約国になることにより、CPTPPは、当初の11カ国すべてについて発効した。

## 環太平洋パートナーシップに関する包括的及び先進的な協定 (CPTPP)
TPP11として合意された「環太平洋パートナーシップに関する包括的及び先進的な協定」(CPTPP) は、法的には環太平洋パートナーシップ協定 (TPP) とは別の条約として作成された。本文7か条と附属書が1本で構成されている。

### 附属書（適用停止中のTPP規定）
付属書において、CPTPPでは適用を停止している22（うち11は、知的財産権関係）のTPPの規定を示している。第9章「投資」及び第18章「知的財産」での適用停止が目立つ。
投資章の適用停止は、たとえば資源採掘やインフラ建設・運営（空港、高速道路等）のコンセッション契約を締結した投資家は、相手国政府に契約違反があっても、その違反が同時にTPP投資章の義務への違反でないかぎり、投資家対国家の紛争解決 (ISDS) に訴えられない。
知的財産章では、TPP交渉の最終段階で米豪間の激しい対立を生んだ、生物製剤特許の保護や「ミッキーマウス延命策」とも揶揄される著作権の保護期間延長（作者の死後70年）など、もっぱらアメリカ合衆国の強い関心を反映した条項が停止された。他方で、電子商取引・国有企業・労働・環境といった新しい分野を規律する章は、ほぼそのままである。
附属書で、TPPの項目のうち適用を停止している規定の主な範囲は次のとおり。
- 第5章「税関当局及び貿易円滑化」中「急送貨物」
- 第9章「投資」中、「投資に関する合意」「投資の許可」の定義。また「請求の仲裁への付託」、「仲裁人の選定」、「準拠法」
- 第10章「国境を越えるサービスの貿易」中「急送便サービス」
- 第11章「金融サービス」中「適用範囲」
- 第13章「電気通信」中「電気通信に関する紛争の解決」
- 第15章「政府調達」中「参加のための条件」、「追加的な交渉」
- 第18章「知的財産」中「対象事項」、「不合理な特許期間の調整」「開示されていない試験データその他のデータの保護」「生物製剤」「著作権及び関連する権利の保護期間」「技術的保護手段」「権利管理情報」「衛星放送用及びケーブル放送用の暗号化された番組伝送信号の保護」「法的な救済措置及び免責」「インターネット・サービス・プロバイダ」など
- 第20章「環境」中「保存及び貿易」
- 第26章「透明性及び腐敗行為の防止」中、「医薬品及び医療機器に関する透明性及び手続の公正な実施」の項
- ブルネイ・ダルサラームとマレーシアが留保した部分

### 協定作成以後の協議
2018年7月18日 - 19日、神奈川県箱根町において首席交渉官会合が開催され、
1. 各国の国内手続に関する情報交換
2. 各国・地域からの新規加入希望を歓迎し、これらの国・地域に対して積極的に情報提供を行う等の協力を行うことにつき確認し、発効後の対応等について引き続き協議を行うこと
3. TPP委員会等の運営

についての協議がおこなわれた。
2018年11月20日-21日、東京において首席交渉官交渉が行われた。国内手続中の各国の状況の確認、第1回TPP委員会の運営の協議、新規加盟国・地域に対する基本的な方針等について議論が行われた。このなかで新規加入の手続きについては、CPTPPでは細かく規定はないが、TPP協定に準じて、ワーキンググループを立ち上げて、そのワーキンググループで交渉して、最終的に加入の是非を委員会で判断するということで概ね合意がされた。またTPP委員会の議長国のローテーションは2019年は日本、2020年以降は、協定の批准の順にメキシコからローテーションすることも概ね合意がされた。いずれも2019年1月に開催される第1回TPP委員会で正式に決定することになっている。

### CPTPPの発効後

#### CPTPPの発効後の税率の適用関係
CPTPPは、最初の6カ国とその後の5カ国とで発効時期が異なるため、特に段階的引下げを行う品目の場合の適用関係が問題になる。これについてはCPTPP協定によって適用されるTPP協定附属書2-Dの4の規定により、
協定の発効日（2018年12月30日）の後、新たに発効する国（新締約国）については、日本を含む当初の締約国が適⽤する関税撤廃のスケジュールは、①新締約国の発効日を起点として適⽤する、②協定の発効日（2018年12月30日）に発効したものとして適⽤する（キャッチアップする）のいずれかを、その都度、決定することとなっている。
- ベトナムについては、 1) メキシコとベトナムはお互いにキャッチアップしない（①）[128] 2) メキシコ以外の締約国（日本、シンガポール、ニュージーランド、カナダ、オーストラリア）とベトナムはお互いにキャッチアップする （②） と決定されている[127]。
- ペルー、マレーシア、チリについては、すべての締約国とお互いにキャッチアップすると決定されている[127]。
- ブルネイについては、日本との関係でキャッチアップすると決定されている[127]

なお当初の締約国がキャッチアップをした場合は、新締約国には選択権はなくキャッチアップを⾏う義務があり、当初の約国がキャッチアップをしない場合は、新締約国はキャッチアップを⾏うかどうか選択できる。

#### CPTPP委員会

##### 第1回CPTPP委員会
協定発効を受けて第1回CPTPP委員会が、11か国の閣僚級で2019年1月19日午後に東京で開催された。
この委員会には、CPTPP署名国が参加するが開催日までに締約国となっている7か国が正規メンバーとなり残りの4か国はオブザーバーになるとされ、委員会の決定として、移行期間としての2019年に関する特別措置で、この移行期間において、CPTPPが未だ効力を生じていない署名国は、委員会の会合、高級事務レベル会合、他の全ての小委員会及びその他の補助機関の会合並びに加入作業部会に参加することができることが決定された。
また、委員会の議長について、2019年は、日本、2020年以降は1年交代でCPTPP協定の関係する国内法上の手続を完了した旨を書面により寄託者に通報した締約国の順番(従って2020年はメキシコ、2021年は日本となり、2030年のブルネイまで決定されたことになる）に従って行うこととなった。
CPTPPの加入手続、国と国との間の紛争解決のパネルの手続規則、投資家と国との間の紛争解決の行動規範も採択された。
さらに委員会終了後出席した閣僚による「協定を拡大していく強い決意を確認した」とする閣僚声明。が発表された。

##### 第2回CPTPP委員会
第2回CPTPP委員会は、2019年10月7-9日に、ニュージーランドのオークランドにおいて開催された。第1回とは異なり、各国の首席交渉官レベルで行われ、日本からは梅本首席交渉官が出席した。また並行して分野別に設置されている物品貿易、ＳＰＳ、労働、国有企業等１２の小委員会等の会合が開催され、関係省庁担当官が出席した。委員会は、ＴＰＰ委員会の手続規則と紛争処理のパネル議長の登録簿の作成に関する決定の二つの決定を採択した。また、11か国の共同声明を採択し、「全ての署名国による協定の早期発効のための努力を支持し、促進する。」「他のエコノミーにより継続的に示されているＴＰＰ１１加入への関心を歓迎」を行った。ただし新規加盟交渉について具体的な交渉開始についての発表はされなかった。なお議事内容について委員会報告書が公表されている。

##### 第3回CPTPP委員会
第3回CPTPP委員会が、2020年8月5日にテレビ会議方式にて閣僚級で開催された。協定各章の規定の着実な実施のため、物品貿易、SPS、TBT、競争力及びビジネスの円滑化等15の小委員会等の会合もテレビ会議方式にて行われた。またCPTPP参加11か国閣僚声明が発表された。
CPTPPへの新規加入については、正式申請が見込まれていたタイが、2020年中の申請は困難な状況になっており、イギリス、台湾等も正式申請を行っていないため、閣僚声明で「TPP11協定への加入についての関心を温かく歓迎するに留まり、正式決定はされなかった。

##### 第4回CPTPP委員会
複数のメディアの報道によると、2021年5月26日の記者会見において、日本の西村康稔経済再生担当相が、第4回CPTPP委員会が、2021年6月2日に、オンライン形式で開催されると発言した。。日本は、2021年においてCPTPP委員会の議長国である。委員会では、イギリスのCPTPP加入申請への対応を議論され、加入交渉開始が決定される見込みとも報道された。
第4回CPTPP委員会が、2021年6月2日にテレビ会議方式にて閣僚級で開催された。CPTPP加入手続に基づき、イギリスの加入手続の開始及び加入作業部会（議長：日本、副議長：豪州及びシンガポール）の設置についての委員会決定を採択した。この決定は、まだ受諾が完了していない署名国も、作業部会の決定に参加できないことを条件に加入作業部会の会合に出席し、かつ参加することができるとしている（決定パラ5)。なお、加入作業部会にはイギリスの政府の代表者を含まない一方、加入の条件を交渉するため又はその他の理由のため、加入作業部会はその会合に英国を招請することができるとしている（決定パラ6)。
今回の会合の際に小委員会等の会合が開催されたかについての言及は、6月2日の日本政府の結果概要の発表にはない。またCPTPP参加11か国閣僚声明が発表された。

##### 第5回CPTPP委員会
第5回CPTPP委員会が、2021年9月1日にテレビ会議方式にて閣僚級で開催された。
電子商取引章の規定の実施の促進等を行うための電子商取引に関する小委員会の設置についての委員会決定を採択した。またCPTPP参加11か国閣僚声明が発表された。
小委員会等の会合の開催については、閣僚共同声明に「委員会会合に先立ち、本年オンライン形式で開催した17の本協定の補助機関」述べられている。

##### 第6回CPTPP委員会
第6回CPTPP委員会が、2022年10月8日に、11か国の閣僚級でシンガポールで対面で開催された。対面かつ閣僚級での開催は3年ぶり。また13の作業部会がオンラインで開催された。
委員会においては、各種報告がされたが、中国、台湾等の加入申請の扱いを含め、何らかの決定をされたという公表はない。
またCPTPP参加11か国の閣僚声明が発表された。

##### 第7回CPTPP委員会
第7回CPTPP委員会が、2023年7月16日に、11か国の閣僚級でニュージーランドのオークランドで対面で開催された。
委員会において、7月14日付のイギリスの加盟作業部会報告を受けて、環太平洋パートナーシップに関する包括的及び先進的な協定へのグレートブリテン及び北アイルランド連合王国の加入に係る委員会決定を採択し、イギリスの加盟を正式に決定した。
また、「税関当局・貿易円滑化に関する特別作業部会の設置に係る環太平洋パートナーシップに関する包括的及び先進的な協定委員会決定を採択した。
加えてCPTPP参加11か国の閣僚声明が発表された。
この閣僚声明のなかで、新規加盟申請について「加入要請エコノミーの貿易面でのコミットメントに関する経験を考慮して、加入要請エコノミーがＣＰＴＰＰのハイスタンダードを満たすことができるかどうかに関する情報収集プロセスを現在実施している。 」（パラ19）、「我々は、集められた情報が、加入要請エコノミーについての加入手続の開始を含め、ＣＰＴＰＰ参加国によってとられるいかなるプロセス、結果、決定又は行動を予断するものではないことを再確認する。」（パラ20）とし、いまだ検討中であり何らの決定を予断しないと表明した。

##### 第8回CPTPP委員会
第8回CPTPP委員会が、2024年11月28日に、英国を含む12か国の閣僚級でカナダのバンクーバーで開催された。
CPTPP加入手続に基づき、コスタリカの加入手続の開始及び加入作業部会（議長：ペルー　副議長：カナダ及びニュージーランド）の設置についての委員会決定を採択した。。

##### CPTPP閣僚会合
2023年11月5日（米国時間）、本年のCPTPP委員会議長国であるニュージーランド主催により、米国サンフランシスコにおいて、イギリスを含む12カ国でCPTPP閣僚会合が開催された。この会合は、APEC等の会合に合わせたものであり、CPTPP委員会に合わせたものではない初めての閣僚会合である。
閣僚会合では、協定に基づく一般的な見直しの作業を進めるため、その作業方針である付託事項（ＴＯＲ）の承認、イギリスに続く加入要請エコノミーへの対応に係る議論がされ、閣僚共同声明を採択した。
2024年5月日（ペルー時間）、本年のＴＰＰ委員会議長国であるカナダ主催により、ペルー・アレキパにおいてイギリスを含む12カ国でCPTPP閣僚会合が開催された。CPTPP委員会に合わせたものではない２番目の閣僚会合である。
この会合で、閣僚共同声明を採択した。この閣僚声明で、CPTPP加入要請について議論を行うための非公式な常設のフォーラムの設立が表明されている。

### イギリスのCPTPP加入交渉
第4回CPTPP委員会での加入手続の開始決定を受けて、加入交渉が2021年6月21日に開始された。
- 2021年
  - 9月1日、イギリスの加入作業部会第１回会合は、今後１か月程度を目途に開催を目指すと日本の西村康稔経済再生担当相が、第5回CPTPP委員会後の記者会見において発表した[161]。
  - 9月28日、イギリスの加入作業部会第１回会合が、オンライン形式で開催され、イギリスが加盟基準に適合するための具体的な取り組み状況を説明した[192]。

- 2022年
  - 2月18日、日本政府は、CPTPP高級実務者によるオンライン形式の協議が行われ、2021年9月28日に開始されたイギリスのCPTPP加入作業部会第1回会合を終了する旨、締約国間で合意がされた。今後、イギリスより市場アクセスのオファー等が加入作業部会に提出されると発表した[193]。発表を報道した日本の日本経済新聞は、「データ流通や知的財産では高いルール水準を堅持した。加盟申請した中国に対するけん制につなげる。」との論評した[194]。
  - 7月24日-28日、東京においてイギリスのCPTPP加入作業部会がCPTPP参加国及び英国の首席交渉官レベル及び実務専門家レベルで行われた。これは、記念写真の公表があることからの対面で行われた。結果については、公式発表では「ハイスタンダードなルール及び市場アクセスを維持しつつ、加入プロセスが適切に進められるよう、様々な課題について議論を深めました。」とするのみで進捗状況については公表されていない[195]。
  - 9月27日、日本の時事通信は、日本やオーストラリアなどがイギリスに対し、市場開放に関する提案内容を再考するよう求めていると報道した[196]。農業分野を中心に市場開放に慎重で、全体で90％程度にとどめているため[196]。イギリスは近く関税分野の条件を再提示する見込みであるが、審査に一定の時間が要するため、英国が目指す年内の加入合意は難しそうであるとも伝えており、日本政府関係者は「現状のままでは英国の加入は難しい」と指摘。別の交渉関係者は、昨年加入申請した中国などとの協議も念頭に、「イギリスにもルールを緩めず厳しく対応する」と強調しているとしている[196]。

- 2023年
  - 3月31日、CPTPP参加国各国及び英国の閣僚及び代表は、オンライン形式の会合を行い、「CPTPPへの英国加入プロセスに関する閣僚共同声明[197][198]」を発出した。この閣僚共同声明は、「CPTPP加入交渉の実質的な妥結を歓迎した[197]」と明記している。
  - 7月16日の第7回CPTPP委員会における加入の正式決定[199][173]を受けて、同日、イギリスとCPTPP締約国11か国が、環太平洋パートナーシップに関する包括的及び先進的な協定へのグレードブリテン及び北アイルランド連合王国の加入に関する議定書に署名した[200]。
    - この議定書は、交渉の結果を踏まえ、CPTPPが規定する各分野のルールのイギリスによる遵守並びにCPTPPの締約国及び英国が互いに付与する市場アクセスに関する約束等を定めており、各分野のルールについてはCPTPPでの水準をそのままイギリスが受け入れている[201]。
    - この議定書の署名後、各国においてその締結に必要な国内手続を行うこととなり、日本においては国会の承認が必要とされている[201]。
    - この議定書は、イギリス及び全てのCPTPP締約国による締結後、60日後に発効。署名15か月以内（2024年10月16日）にイギリス及び全てのCPTPP締約国が締結していない場合、イギリス及び6か国以上のCPTPP締約国が締結後（署名15か月の時点でこの要件が満たされていれば、その時点から）、イギリス及び締結済みのCPTPP締約国について、60日後に発効する。その後に締結するCPTPP締約国について、締結後60日後に発効（議定書第21条）。

## 合意条項

### ISDSでの賠償金

#### 仲裁
企業とTPP加盟国が、協定国での投資に関して論争が起きた場合は、まず両者の協議などで解決を図る。9.18条
協議開始から6か月経過しても論争が決着を見ない場合には、企業側は国家側が、9条1項から9条17項の義務を果たしていないことや、投資に関する協定に則っていないなどの主張を行うことができる。企業側は国家側のTPP義務不履行によって損失を被ったとする主張も行うことができ、申し立てを行って
仲裁に持ち込むことができる。仲裁の方法はthe ICSID Convention and the ICSID Rules of Procedure for Arbitration Proceedings、the ICSID Additional Facility Rules、the UNCITRAL Arbitration Rulesなどから選ぶことができる。9.19条から抜粋
米国離脱後の締結されたCPTPP(TPP11)において、TPP協定の投資に関する規定のうち、「投資に対する合意」及び「投資の許可」違反を理由とする仲裁申立てに関する規定を凍結した。

#### 特別法廷の構成員の決め方
一般的には、特別法廷は3人の仲裁人から構成され、申し立てる側・対応する側から各1名選ぶ。残りの1人は法廷の長であり双方の協議で決めるが、申し立てから75日以内に決まらない場合はICSIDのSecretary Generalが決める。当事者同士が特別に同意する場合はそれ以外の方法で仲裁人を構成する。9.22条より抜粋
賠償金額に関して
特別法廷は、金銭的損害賠償や資産の損害賠償(資産によっては利子なども対象となる)の額などについて決定する。
仲裁にかかった費用や弁護士費用なども支払わなければならない。どちら側がどのような方法で支払うかは特別法廷が決めることである。
ICSIDの規約の下で賠償金額が決定した場合は、
- 賠償金額が決まり当事者が賠償金額の修正や取り消しを要請することなく120日経過すること
- もしくは金額の修正や取り消しが完了すること

これが満たされてはじめて賠償金額が最終決定する。
ICSIDの追加的ルールやUNCITRALの仲裁ルール、その他で賠償金額が決定した場合は、
- 当事者が賠償金の修正や取り消しなどの手続きを始めず90日経過すること
- もしくは裁判所が賠償金の修正・取り消しなどの申請を却下もしくは許可し、それ以上の申し立てが無いこと

が賠償金額の最終決定に必要である。
各TPP加盟国はTPP域内において賠償金の支払いを施行することとする。対応する側が判定に従わない或いは賠償金を支払わない場合は、申し立てる側の国家が出てくる。
申し立てる側の国家はパネルを設け、
- 対応する側が判定に従わないもしくは賠償金を支払わないということがTPP協定の義務に違反しているかを決定する
- 28.17条に則り、対応する側が判定に従うもしくは賠償金を支払うように勧告する

という手続きをとる。9.29条より抜粋
これまでの判例では、特別法廷は訴えられた側と訴えた側両者に対して、弁護士・特別法廷員料など特別法廷に関連する支出を支払うよう命じている。特別法廷に関連するコストの平均は、政府側が約440万ドル、申し立てた側が約450万ドルとなっている。

### ISDS条項への意見
アメリカの消費者擁護団体Public Citizen（英語版）は「裁判は特別法廷で行われ、政府側が負けた場合は訴えた企業に賠償金を支払い、仮に政府側が勝ったとしても、裁判にかかる弁護士料など諸費用を政府が負担させられる可能性もある。初期のリークされた文書では、特別法廷員にかかる費用の下限は1時間あたり375ドルであったが、最終合意文書ではその費用限度は撤廃された。特別法廷がその裁量で以って、その額を決めることができる。よってその賠償金と特別法廷員にかかる費用などは、訴えられた国家の納税者に負担をかけるだろう」と主張している。
カナダの政治家であるGord Miller（英語版）は「ISDSによる特別法廷で、政府側が賠償金を支払うことを命じられた場合は、その国の有権者に課される『隠れた税金』となる。それは、政府によってではなく多国籍企業などの企業側によって課される税金である」と述べている。
バーニー・サンダースとドナルド・トランプという、一見すると政治に関する立場が大きく違う両者が、反TPP（+ISDS条項）では一致を見ている。左側は「非民主的な大企業による逸脱行為が正当化される」、右側は「国家主権を侵食する」と唱えている。
アメリカの経済学者Dean Baker（英語版）は「過去四半世紀の貿易協定（TPPを含む）では、貿易の特定の領域に関しては自由どころか保護が強くなった。処方薬の特許や本・映画・ソフトウェア・音楽の著作権の保護期間などである。2016年4月時点で、米国国民は一人あたりにして年間およそ1300ドルを薬剤購入に費やしている。これが本当に自由市場ならばその10分の1の費用ですむ可能性がある」と主張している。

カリフォルニア大学バークレー校の研究者らは「TPPは企業が環境、労働(基準)、ヘルスケア、医療に関する規制の回避を可能にする」と主張している。

### 医薬品・医療機器の価格決定プロセス（手続き）
政府側が新しい医薬品・医療機器をリストに加えそれらの価格を決める場合、政府側は価格決定に関する公式かつ正式なすべての提案(医薬品・医療機器メーカーなど企業側からの提案も含める)を検討することを確約する。
医薬品・医療機器メーカーなど企業側は、専門家らによる審査を行う機会が政府から与えられる。それは内部審査であり、その製品の価格決定に最も影響を受ける申請者(すなわち企業側)の要請で行われるプロセスである。
その内部審査は一回限りでもよい場合がある。そして政府が許可すれば、その内部審査においてその製品の価格を決定することが可能となる。このシナリオでは医薬品・医療機器メーカーが事実上それら製品の価格を決定することになる。
政府が内部審査のみでの価格決定を許可しない場合は企業側がISDSを行使し政府側を訴える可能性がある。26章附属書Aより

### 特許・著作権保護
薬剤特許、新薬剤保護など
政府側は提出された薬剤の認可に関する申請書を速やかに処理しなければならない。特許薬剤の認可では、政府による認可プロセスが遅れる等して実質的な特許期間が短くなった場合には政府が特許期間を延長しなければならない。18.48条より
新薬剤の認可プロセスにおいて、政府側が申請者にその薬剤の効能と安全性に関係するデータを提出するよう求めた場合には、その薬剤は保護される。保護されれば、(データ保持者の許可が無い限りは)第三者がそのデータに基づく類似薬剤を販売できない。18.50条より
新薬剤の保護期間は最短で5年、バイオ医薬品の保護期間は最短で8年。
認可された薬剤の安全と効能に関するデータを第三者が使用する場合は、政府が、仮に特許を侵害するような薬剤の販売がなされたという申し立てがあった場合の対応策をとるための十分な時間と機会を特許保持者に与えなければならない。その場合には対応策は(差止請求権の行使など)迅速であり、法的対応策あるいは行政手続きといったものになる。18.51条より
CPTPP(TPP11)において、特許・著作権保護に関する規定については、上記に掲げた項目すべてを含む13項目を凍結した。

### 転職・起業の制限
18.78条には企業秘密の公開・取得・無断使用の罰則に関する条項が盛り込まれている。
企業秘密の公開・取得・無断使用に対する罰則規程によって、従業員が会社を辞め(同じ産業の)別の会社で働くことができなくなる場合がある。
会社勤務の労働者はその会社の企業秘密にアクセスできる。仮にその労働者がその会社を辞め(もしくは解雇され)、同じ産業の別の会社で働き始めたとする。この場合、その労働者は既に知っている企業秘密を新しく勤め始めた会社に持ち込むことが物理的に可能になる。
よってTPP18.78条が定める企業秘密の公開・取得・無断使用に該当することになり、その労働者が企業秘密を漏洩させる意図が無いとしても、罰則規定の対象になりうる。これはより高い賃金を目指して別の企業に移ろうとする労働者にとっては厳しい。逆に、企業側にとっては労働者の賃金を固定できる道具となる。

### ラチェット（Ratchet）条項
2013年11月23日、ラチェット条項の導入に合意した。この条項は、国が自国の産業を守る為、外資を規制する等が、一部の例外を除いて出来なくなる仕組み。原則、法律で再び規制すること等を禁止する。日本経済新聞は、「日本企業が安心して進出できる環境が整いそう」と報じた。

### TPPの為替操作防止条項
2015年11月6日、米財務長官は、TPPに異例の為替関連条項が盛り込まれたことに関して発言。「貿易相手国が為替操作に従事することを防ぐ新たな手段が米政府に与えられる」として、このTPP為替条項を歓迎した。
また、為替介入についての報道で、「一部の国は輸出競争力を高めるため自国の通貨を堂々と落としたりもする。
日本のアベノミクスも例外でない。為替市場への介入は程度の差があるだけだ。このため為替レート政策を含むことになればTPP妥結が難しいという観測が多かった。しかしこの部分に対する米国の立場は強硬であり、結局、相当部分が貫徹された。」と、米国側の意見が通りTPPに為替操作防止条項が入ったと報道した。

## 各国の動向

### 原協定加盟国

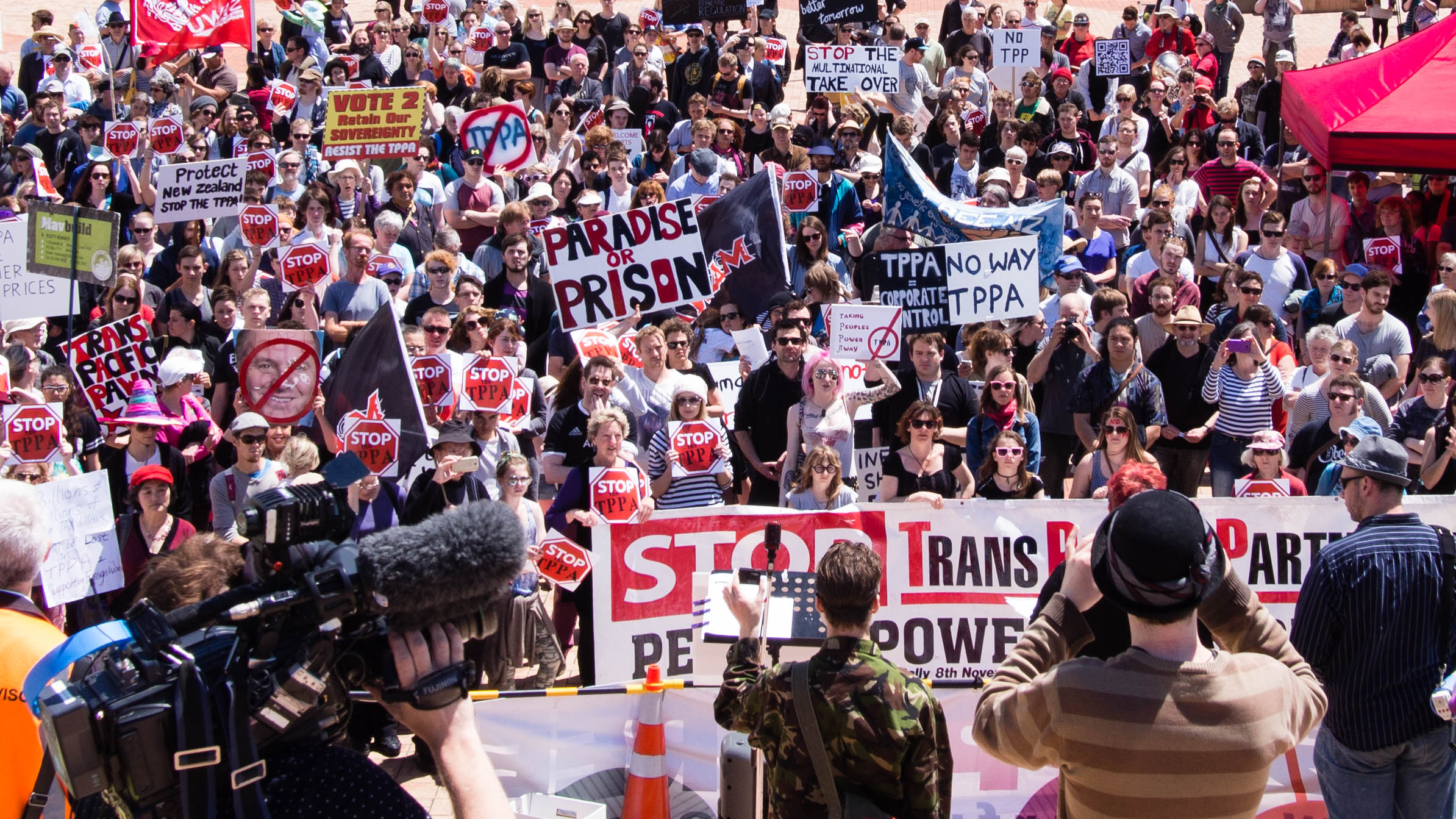
2014年11月ウェリントンで行われた反TPP集会

シンガポール、ブルネイ、チリ、ニュージーランドの4か国は原協定（TPSEP）の加盟国である。
 シンガポール
シンガポールは2018年7月19日、CPTPPを批准し、CPTPPの3番目の締約国になった。
 ニュージーランド
原加盟国のニュージーランド政府は「TPPにそれほどメリットがあるとは考えていない」とアメリカの外交文書が伝えていたことがウィキリークスに暴露されている。その一方で表向きニュージーランド政府は、TPPは外交の主要な柱とすると国内の説得も行っている。また同じくウィキリークスにおいて、ニュージーランドTPP首席交渉官マーク・シンクレアの「TPPが将来のアジア太平洋の通商統合に向けた基盤である。もし、当初のTPP交渉8か国でゴールド・スタンダード（絶対標準）に合意できれば、それは日本、韓国その他の国に対して強い圧力となり、それは長期的な実質的利益となる。」とした発言が米外交公電経由で流出した。当時の加盟予定国グループ内での貿易をお互いに有利にすることで、その外にある非加盟の日本、韓国その他の国の経済的優位性を奪えるという意味である。その後取材に応じた同氏は、真偽の確認を拒み、TPPの広域性の強調を繰り返した。
2016年1月下旬、ウェリントンでは何千もの人が反TPP集会に参加した。ニュージーランドの総督邸前に集まったおよそ500人が、ニュージーランドの総督はTPPを法的拘束力付きの国民投票にかけるべきだとし署名活動を行った。
2017年5月、ニュージーランドはTPP協定を受諾した。日本についで2番目である。
2017年9月の総選挙で9年ぶりに政権が交代し、 TPP慎重派の労働党が政権についた 。選挙後、国内の酪農業者がTPP参加を強く要求し、次期政権もTPP11批准は可能と発言の軌道を修正した。
2018年6月25日に、CPTPP批准のための法案が議会に提出され、6月28日の第一読会を経て、外務防衛貿易委員会（Foreign Affairs, Defence and Trade Committee）で審議され、8月17日までの期限で一般からの意見書（Submission）を受付が行われた。外務防衛貿易委員会からの報告は10月3日に行われ、10月24日に法案は賛成111、反対8で可決された。10月25日に総督承認がされ法案が成立した。ニュージーランドは10月25日、CPTPPを批准し、CPTPPの4番目の締約国になった。
 チリ
新政権が発足したばかりであった為、副大臣として交渉の責任者が、2014年5月19日のTPP交渉の閣僚会合に参加した。
下院に2018年11月にCPTPP批准議案が提出され、当初は下院の審議、上院の審議を経て、2019年明け早々にも手続きを終えるのではないかという見通しであった。その後下院での審議は難航したが2019年4月17日に賛成77、反対68、棄権2で通過し上院へ送付された。10月28日には上院で法案承認のための投票が予定されていたが、反政府デモによる国内情勢悪化により、実施は見送られた。11月5日には、批准議案がチリ上院の最優先取り組み事項から除外され、今後の投票実施のめどは立っていない。除外理由として、チリ政府は反政府デモによる国内情勢悪化により、APEC首脳会議と国連気候変動枠組み条約第25回締約国会合（COP25）のチリ開催が中止となったことに加え、国内状況を改善するための「社会アジェンダ」と呼ばれる政策の法案可決を優先することを挙げている。
2022年1月13日、日本の日本経済新聞は、澁谷和久駐チリ日本大使の見解として、2021年12月19日の大統領選決選投票で、自由貿易協定（FTA）には消極的で、環太平洋経済連携協定（TPP）の批准に慎重な姿勢を示してきたガブリエル・ボリッチ下院議員の当選が、かえってTPPの批准には追い風になる可能性を報じた。澁谷和久駐チリ日本大使は、国土交通省のキャリア官僚で、内閣官房で約7年、TPP交渉にかかわってきたエキスパートである。澁谷大使も22年3月のボリッチ政権発足後は「批准は難しいかもしれない」との意見であり、逆にだからこそ「議会内で3月までの批准を目指す動きが強まる可能性がある」との見解を示している。実際、隣国ペルーでも急進左派のカスティジョ氏が勝利すると、7月28日の政権移行の直前である、同21日に国内の承認手続き完了を通知しており同様の動きはありえるのか、注目している。結果的に澁谷大使の見解は的中せず、ボリッチ氏の大統領就任となった。日本の時事通信は就任を伝える記事のなかで「批准に遅れも」としながら、現地外交筋は「上院本会議での承認を待つだけだが、遅れる可能性がある」とも伝えており事態の成り行きについてはっきりした見解はだしていない。時事通信は、その後の記事で、ボリッチ大統領が3月14日に、批准は早くても9月以降になるとの見通しを示したと報道した。９月初旬に新憲法案の是非を問う国民投票が行われる予定であり、「憲法制定手続きが終わるのを待って、改めてＴＰＰの議論をしたい」とボリッチ大統領が述べたとも報じている。
2022年10月11日、チリ上院は、3年ぶりにCPTPP承認法案の採決を行い、賛成27、反対10、棄権1、欠席1で可決した。法案は議会を通過したが、チリによる批准は、TPP11第9章第B節「投資家と国との間の紛争解決（ISDS）メカニズムについてのチリが推進するサイドレターへの他の参加国の承認が得られた後に行うとの方針をチリ政府が明らかにしている。
2022年12月23日、CPTPP発効のための国内手続を完了した旨を寄託国であるニュージーランドに通報し、CPTPPはチリについては2023年2月21日に発効した。
 ブルネイ
リム第2外務貿易相は、2014年5月19日の閣僚会合には欠席し、首席交渉官が代理としてTPP交渉に参加した。
全体の所管替えにより、外務省から財務経済省が担当となっており、CPTPP受諾について鋭意作業中。
2021年3月1日、ブルネイのアミン・リュー首相府大臣兼第二財務・経済大臣は、日本の西村経済再生担当大臣の電話会談を行った。会談の翌日の記者と会見で西村大臣は、「協定の早期締結について意見交換した。早期締結について国内手続に努力しているとの印象をもった」と発言した。。
2023年5月13日、ブルネイは、CPTPP発効のための国内手続を完了した旨を寄託国であるニュージーランドに通報し、CPTPPの11番目の締約国になった。発効日は2023年7月12日である。ブルネイが締約国になることにより、CPTPPは、当初の11カ国すべてについて発効する。

### 拡大交渉参加国
アメリカ、オーストラリア、ベトナム、ペルーは参加を表明し、拡大交渉会合に第1回から参加している。次いで、マレーシア、コロンビア、カナダも参加の意向を明らかにした。その内、マレーシアが交渉国として認められた。同時にカナダ、メキシコも交渉に参加し、最後に日本が交渉に参加した。
 オーストラリア
2018年5月25日に、CPTPP実施のための3法案のうち、政府調達に関係する法案が、議会下院へ提出され、ついで2018年8月23日に、3法案のうち関税関係の2法案が、議会下院へ提出された。オーストラリア最大野党の労働党は、法案について9月12日に賛成をすることを決定した。関税関係の2法案は、9月17日に下院において労働党の提出した修正案を採決し、71対71となったが議長裁決で否決し、ついで本案について反対3で可決し、下院を通過した。翌9月18日に2法案は上院へ送付され、残る政府調達関係の法案も9月19日に可決し翌9月20日に2法案は上院へ送付された。関税関係の2法案は、10月17日に賛成33、反対15で上院通過し、政府調達関係の法案も10月18日に上院通過した。これら3法案は、10月19日に総督承認がされ法案が成立した。オーストラリアは10月31日、CPTPPを批准し、CPTPPの6番目の締約国になった。
 カナダ
酪農などの市場開放が十分でないとの理由で2010年10月に一旦、TPP交渉参加を断られた。その後、2012年11月にTPP拡大交渉に参加したが、カナダのファスト国際貿易相は、中国向け輸出拡大を目指す経済交流に参加する為、2014年5月19日の閣僚会合に欠席。首席交渉官が代理を務めた。
The Council of Canadiansは、TPPによって大規模製薬会社が薬価をつり上げることを狙っていると論じる。またイーライリリー・アンド・カンパニーの例を出し、TPPに含まれるISDSの下で大規模製薬企業が国家を相手取り訴訟をおこすだろうと述べる。TPPはカナダの公的保健制度を弱め、製薬会社の知的財産権を強め、薬剤市場での独占を日常的にするだろう。また、TPPは製薬会社の研究開発の不透明性を高める。薬剤登録に関して、政府が製薬会社に対して研究開発のコストについての情報を提示させるような情報公開をTPPは阻害するのだという。
2018年6月14日に、CPTPPの実施法案が下院に提出された。同法案は、与党自由党だけでなく、TPPの交渉を進めてきた前政権与党の保守党も早期の審議を目指して議会内で働き掛けを行っていた。一方、野党の新民主党（NDP）は、製造業と農業分野での失業の原因となるとして反対している。10月16日、賛成236、反対44で下院を通過し、上院へ送付された。10月25日、法案は上院において発声投票で可決し、同日総督承認がされ法案は成立した。カナダは10月26日、CPTPPを批准し、CPTPPの5番目の締約国になった。
 日本
自由民主党は、第46回衆議院議員総選挙選挙公約として、聖域なき関税撤廃を前提にする限りはTPPの交渉参加に反対すると明言していた。ある議員は明確に交渉参加反対を宣言し当選し、ある支部では「嘘つかない・TPP断固反対・ぶれない・日本を耕す自民党」と書かれたポスターを製作していた。しかし、同党は自公政権再開後の2013年春、TPP反対の立場からTPPへの参加を表明した。
2016年3月8日、政府はTPP協定締結承認案件及び国内実施法となる「環太平洋パートナーシップ協定の締結に伴う関係法律の整備に関する法律案」を第190国会に提出、された。両案は、衆参両院とも環太平洋パートナーシップ協定等に関する特別委員会に付託されたが、第190国会、第191国会では継続審議になり、第192国会において、衆議院で同年11月10日に、参議院で同年12月9日に、それぞれ締結承認案件及び国内実施法案が可決された。賛成会派は、自民、公明、維新、無所属クラブ、日本のこころ、反対会派は、民進、共産、希望の会（自由・社民）、沖縄の風であった。環太平洋パートナーシップ協定の締結に伴う関係法律の整備に関する法律は、2016年12月16日づけの官報（号外　第278号）で平成28年法律第108号として公布された。
2017年1月20日、日本時間午前の閣議決定を経て、午後に政府は協定の国内手続の完了を在ニュージーランド大使を通じ寄託国ニュージーランドに通報した。なお、同日東部標準時午後アメリカ合衆国第45代大統領ドナルド・トランプは就任直後ホワイトハウスのホームページで公式にTPPからの離脱を表明した。
2018年3月27日に、CPTPPの締結承認案件と関連国内法の改正としてのTPP整備法改正法案が閣議決定され、同日衆議院へ提出された。関連国内法の改正案は、基本的にはTPP協定発効の日となっていた施行日についてCPTPP協定の発効日とするものであるが、TPP上のセーフガードにより廃止予定であった牛肉関税の緊急措置（関税暫定措置法7条の5）は、主要牛肉輸出国の米国がTPPから抜けたため維持されることになり、この部分の施行日だけは依然としてTPP12発効日のままとされた。他方、今回のTPP整備法改正法案では著作権法および特許法のTPP整備法による改正の施行日もCPTPP発効日としており、日本はこの部分については適用停止条文の義務でも実施することになる（たとえば、著作権保護期間の延長（18.63条）、アクセスコントロール回避規制（18.68条）など）。
CPTPPの締結承認案件は、特別委員会を設置せず、常任委員会（衆議院は外務委員会、参議院は外交防衛委員会）に付託され、2018年5月18日に衆議院で自由民主党、公明党、日本維新の会及び希望の党の賛成で可決され、同年6月13日に参議院で、自由民主党・こころ、公明党、日本維新の会、希望の党、無所属クラブ、国民の声及び無所属の一部（山口和之、渡辺喜美）の賛成多数で可決、承認された。
TPP整備法改正法案も、衆参両院とも常任委員会である内閣委員会で付託され、2018年5月24日に衆議院で自由民主党、公明党、日本維新の会及び希望の党の賛成で可決され、同年6月29日に参議院で、自由民主党・こころ、公明党、日本維新の会、希望の党、無所属クラブ、国民の声及び無所属の一部（山口和之、渡辺喜美）の賛成多数で可決、成立した。TPP整備法改正法は、2018年7月6日づけの官報（号外　第147号）で平成30年法律第70号として公布された。
国会での協定の承認と関係国内法改正の成立をうけ、2018年7月6日、日本政府は在ニュージーランド大使館から協定の寄託国であるニュージーランド政府宛てに国内手続の完了通報を行い、メキシコに次いで２番目の国内手続の完了国となった。
協定の発効を受けて2018年12月27日の官報号外第289号でCPTPP協定は条約第16号として公布された。この公布された協定は、本文7か条と附属書のみであるが、同日付の外務省告示第416号「環太平洋パートナーシップに関する包括的及び先進的な協定の効力発生に関する件」は、CPTPP協定の発効日と当初の締約国のほか、なおとして「環太平洋パートナーシップに関する包括的及び先進的な協定第1条１の環太平洋パートナーシップ協定は次のとおりである」としてTPP協定の規定を告示している。
 メキシコ
2012年11月にTPP拡大交渉に参加した。
2018年4月24日に、メキシコ議会上院で賛成73、反対24、棄権4によりCPTPPの批准が承認された。次いで、エンリケ・ペニャ・ニエト大統領は5月23日、官報でCPTPPの批准を公布した。これにより、メキシコが参加11か国で最も早く国内手続きを終了した国となった。協定の寄託国であるニュージーランドに対する通報は、2018年6月28日に行われた。
 ベトナム
交渉国としてTPP交渉会合に参加しているものの、今後、正規の交渉メンバーとして臨む覚悟があるかどうかについて疑問視する見方もあった。しかし、マイケル・フロマン米通商代表はTPPで最も利益を受ける国であると重視しており、甘利明TPP担当相によれば交渉でも主導的な役割を果たしており、世界銀行によればTPPで最も恩恵を受ける国である。2014年5月19日の閣僚会合にブー・フイ・ホアン商工相は欠席し、首席交渉官が代理に出席した。
CPTPPの批准について2018年6月19日に、ベトナム外務省のレ・ティ・トゥ・ハン報道官は同省の定例記者会見で、「商工省が手続きを実施中で、次期国会に上程する」と発表した。なお次期国会の会期は、10月22日から11月19日までの21日間の予定となっている。グエン・ハイン・フック国会事務局長は10月16日、国会常務委員会で第14期(2016～2021年)第6回国会の準備状況について説明しその中で事前に予定されていた議事内容に「包括的および先進的な環太平洋パートナーシップ協定(TPP11＝CPTPP)」の批准決議の採択の項目が追加されると説明した。11月2日、グエン・フ・チョン国家主席は国会にCPTPPの批准案を提出した。11月12日、国会は賛成469、反対0で、CPTPPの批准案を可決した。ベトナムは11月15日、CPTPPを批准し、CPTPPの7番目の締約国になった。
ベトナムについてCPTPPは、2019年1月14日に発効したが、国内の施行のための措置が遅れていた。6月26日に、環太平洋パートナーシップに関する先進的かつ包括的な協定（CPTPP、いわゆるTPP11）に基づく、2019～2022年の関税率表を定めた政令57／2019／ND－CPを公布し、同日施行した。これにより、CPTPPの発効日である1月14日から政令の発効日までに輸出入された貨物が、CPTPPの優遇適用条件を満たし、輸出入時に支払った関税が本政令に基づく関税よりも高い場合には、過払い税の処理を受けることができことになった。更にベトナム税関総局は7月9日、公文書4470／TCHQ－TXNK号外部サイトへ、新しいウィンドウで開きますを全国の省・市の税関支局に対して発出し、環太平洋パートナーシップに関する先進的かつ包括的な協定（CPTPP、いわゆるTPP11）に基づいて2019～2022年の関税率表を定めた政令57／2019／ND－CP号の実施を指示し、過払い税の処理手続きが明らかになった。
 ペルー
2021年7月5日、ペルー議会（一院制）外交委員会は、「包括的および先進的な環太平洋パートナーシップ協定（CPTPP、いわゆるTPP11）」の批准ならびにオーストラリア、カナダ、マレーシア、ニュージーランド、ベトナムと9つのサイドレター（協定付属文書）の承認に関わる立法決議第7892／2020PE号を過半数で承認し、7月14日には、本会議において、賛成97、反対0、棄権9で承認された。議会での承認を受けて、ペルーは、2021年7月21日、CPTPP発効のための国内手続を完了した旨を寄託国であるニュージーランドに通報し、CPTPPの8番目の締約国になった。発効日は2021年9月19日である。
 マレーシア
特許有効期間が現地で発売された時期から計算される（TPPの）アメリカ案に対して、2012年8月6日、マレーシアの廖中莱（リュウ・ティオンライ）衛生部長は、ジェネリック医薬品の取得が遅れることを危惧し、「新薬の特許に関する米国の主張はマレーシアにマイナス」と懸念を表明している。
2018年10月31日に、マレーシアのマハティール首相は、同国政府はCPTPPの影響について依然として検討中だと語った。首相は記者団に「わが国経済に悪影響がないことを確実にするため、非常に丹念に調べている」と述べ、CPTPPを批准する期限は設けていないと付け加えた。
2019年11月6日に、経済関係閣僚、実業界の有力者らで構成する、首相府設置の経済行動評議会（EAC：議長はマハティール・モハマド首相）は、第7回会合をプトラジャヤで開き、包括的・先進的環太平洋経済連携協定（CPTPP）を批准するかは内閣が最終的に判断して決めることを決議した。会合では経済問題省がまとめた、CPTPPが与える影響に関する調査報告を討議。CPTPPが政府の包括的開発政策に合致するか、CPTPPによりもたらされる利益を国民が共有できるかを考慮する必要があるとの意見で一致した。
マレーシアが最も懸念していたブミプトラ優遇政策（マレー系と先住民の総称）をはじめ聖域である社会・経済発展に係る国家の権利は守られたといえる。
2022年9月30日にCPTPPについての国内手続を完了した旨の通報をしたと10月5日に公表した。これによりマレーシアCPTPPの9番目の締約国になり、その批准の60日後の2022年11月29日に発効した。
2022年12月20日、日本のジェトロは、マレーシアについてCPTPPが、11月29日に発効したにもかかわらず、新政権への移行に伴い手続きが停止されしており、協定適用日の発表を待っている状態であり、適用開始は早くても2023年明けの可能性が高いと伝えた。
2023年1月5日、日本のジェトロは、マレーシアについてCPTPPが、発効から1カ月遅れの12月末に運用開始と伝えた。この記事が引用するマレーシアの税関文書では、首相の指示で運用が延期されたことが明記されている。協定は、発効日の11月29日にさかのぼって適用される。

#### アメリカ合衆国
アメリカは2000年以降、「Asia only」（アジアのみ）の経済ブロックを懸念していたが、TPPの拡大を進めることは「アメリカ締め出し防止」につながる。
2006年のAPEC首脳会議から本格化したアジア太平洋自由貿易圏 (FTAAP) 構想は、東アジア地域での経済統合にアメリカが関与する機会となる。2010年のAPEC首脳会議で、FTAAPの実現に向けた具体的な手段の基礎として、ASEAN+3、ASEAN+6、環太平洋パートナーシップ協定(TPP)が挙げられている。アメリカは2008年にTPPの#原協定の拡大を持ちかけ、最初に追加された交渉国となった。
サブプライム住宅ローン危機に端を発し2008年のリーマン・ショックで深刻な不況に陥ったアメリカは、2010年1月、5年間で海外輸出を二倍に増やすとする輸出倍増計画を立ち上げ、一般教書演説で大統領バラク・オバマは公にした。輸出促進関係閣僚会議がこの計画の為に纏めた報告書では、「アメリカの経済的利益の増進を図る手段と輸出拡大のツールを生み出す」として、TPPの実現を明記しているとしている。
また、同大統領は、APECに出席する為、来日した折、横浜市において輸出倍増計画の大部分はアジアにあり、アメリカにとって大きな機会、とし、TPPはその計画の一環であると演説した。そのうえで国外に10億ドル輸出を増やすたびに、国内に5000人の職が維持される、と発言した。また日本での演説で、「巨額の貿易黒字のある国は輸出への不健全な依存を止め、内需拡大策を採るべきだ。いかなる国もアメリカに輸出さえすれば経済的に繁栄できると考えるべきではない」と発言したとしている。
2017年1月20日には共和党の予備選に立候補した時からTPPに反対していたドナルド・トランプがアメリカ合衆国第45代大統領に就任。直後ホワイトハウスのホームページで公式にTPPからの離脱を表明した。2017年1月23日、ドナルド・トランプ大統領は「永久に離脱する」と明記した大統領覚書に署名し、TPP離脱を決定した。2017年1月30日、TPP離脱の大統領覚書に伴い、米国通商代表部はTPP離脱を通知する書簡をTPP事務局を務めるニュージーランドと日本などTPP参加国11か国に送付した、。

##### TPP推進のためのアメリカ企業連合
シティグループ、AT&T、ベクテル、キャタピラー、ボーイング、コカ・コーラ、フェデックス、ヒューレット・パッカード、IBM、インテル、マイクロソフト、オラクル、ファイザー、ジョンソン・エンド・ジョンソン、先進医療技術協会、生命保険会社協議会、ウォルマート、タイム・ワーナー、カーギル、モンサント、アメリカ大豆協会、トウモロコシ精製協会、全米豚肉生産者協議会等が参加する「TPP推進のための米国企業連合」は米国ホワイトハウスに対して、「アメリカの対外投資にとっての予測可能かつ非差別的な法的環境、強力な投資保護、市場アクセス条項、紛争解決手段を組み込むべき」等の市場アクセス、知的財産、投資、更なる貿易の簡素化、規制の調和、公正な競争の様々な要求を行なった。

##### 例外要求事項
2011年3月28日にシンガポールで始まった第6回交渉会合で、アメリカは砂糖などを関税撤廃の例外とするよう求めている模様、と読売新聞がシンガポールからの記者の記事として報じている。これはアメリカ、オーストラリア間のFTAでは、砂糖など108品目を関税撤廃の例外としており、TPPでも同じ扱いを求める、との見方による。
しかし、第6回交渉会合を終えた2011年4月1日、ニュージーランドのシンクレア首席交渉官は「関税撤廃の例外は認めない」と改めて強調している。
2012年2月から3月にかけて、日本政府は各国との協議結果を公表した。それによると、例外の扱いに関しては、各国での認識の相違がみられる発言がある。米国との協議結果資料においては、「日本側より、センシティブ品目の取扱いについて関税撤廃からの除外があり得るのか質問したのに対し、米側より、TPPは包括的な協定を目指している旨回答があった」と記載されている。
また、米国以外の国の発言として、「センシティブ品目の扱いは合意しておらず、最終的には交渉次第」、「全品目の関税撤廃が原則。他方、全品目をテーブルにのせることは品目の関税撤廃と同義ではない」との発言や、「90-95%を即時撤廃し、残る関税についても7年以内に段階的に撤廃すべしとの考えを支持している国が多数ある」、といった発言があった旨、記載されている。

##### 米国内での反対の動き
2012年2月2日、ゼネラルモーターズ、フォード・モーター、クライスラーのアメリカ自動車大手3社で組織する米自動車貿易政策評議会 ( (American Automotive Policy Council) , AAPC) のマット・ブラント (Matt Blunt) 会長は、TPP交渉への日本の参加を拒否するよう、当時の米大統領バラク・オバマに求めていることを明らかにし、「TPP交渉に日本が参加すれば、交渉が数年にわたって長引き、おそらく実を結ぶことはないだろう」と語った。なお、これはUSTRが1月に意見を公募した結果でもある。
2013年10月1日、ローリー・ワラックは次のように伝えた（要旨）。
- 米国では連邦議会がTPP草案文面を見ることが許された。
- そこで議員たちの間では次に掲げる4点が懸念されている。
  1. 医薬品と関係する項目が大手製薬会社に有利
  2. 著作権がweb上の言論規制に利用される
  3. 食料安全基準/表示
  4. 米国ですら自由に金融政策をとれない

アメリカン大学のロースクールは、米韓FTAや偽造品の取引の防止に関する協定 (ACTA) の規定を超えた知的所有権強化を懸念し、USTR代表（ロン・カーク）宛に下院議員10名による開発途上国、特にベトナムでの公衆衛生(public health)や医薬品の利用を脅かす事態を憂慮する書簡が提出されている。
ワシントン州議会の民主党の議員らがワシントン州選出の上院・下院議員宛に手紙を書き、TPPの様々な問題点を指摘した。その手紙の中で、製薬会社のための知的財産権の拡大による薬価高騰、法的拘束力無き環境・天然資源保護、航空宇宙産業の雇用へのダメージ、
基本的人権へのコミットメントが無いことや労働基準のコンプライアンス欠如などについて懸念を表明した。USTRは「環境・健康その他に関係する規制には例外処置がある(よって守られる)」と主張している。だが過去のISDS特別法廷では、「政府側の義務」を(申し立てる側が)拡大解釈するのを防ぐ条項を特別法廷が無視してきた。ゆえにUSTRのいう例外処置は役に立たないだろう。そしてTPPはより多くの投資家にISDSを使わせることを可能にする。米国の自己決定権保持者は米国国民であり、外国の大企業ではない。ワシントン州議会議員らはワシントン州選出の上院・下院議員に対してTPPに反対するように呼びかけた。
2016年4月中旬、オックスファムや国境なき医師団を含めた50以上の団体が米国議会に書簡を出し、TPPに反対するよう請願した。
TPPは製薬企業に市場独占を許し新薬の価格設定にも関与する権限を強めるために、薬価が高騰する。バイオ医薬品については基本的に8年間の独占期間が与えられる。Federal Trade Commission(FTC)は、「企業のイノベーションのインセンティブとなりコストの回収にもなるように、バイオ医薬品については独占期間を設けないことが必要である」と結論づけているにもかかわらずである。
薬価を下げる効果的な方法は薬剤市場にジェネリック医薬品を流通させることである。米国ではジェネリック医薬品によって医療コストを(過去10年間で)1.5兆ドル削減することが出来ている。またジェネリック医薬品はHIV流行への対応策としての側面も持っている。
だがTPPはジェネリック医薬品の販売も制限する。薬価高騰の結果、患者が救命のための薬剤を使用することがより難しくなる。さらには製薬会社がISDSを使って政府を訴えて多額の賠償金を請求する場合もあるだろう。既にイーライリリー・アンド・カンパニーがNAFTAのISDSを行使し、2つの薬剤特許の無効化を不服としてカナダ政府を訴えて5億ドルの請求をしている。
オックスファムらの団体は、TPPが米国国内の保健のための優先事項や世界的保健政策と相容れないものであることを指摘している。
エリザベス・ウォーレン上院議員は、米国のプログレッシブ派の議員らにTPPに反対するよう呼びかけている。「TPP支持者は、TPPは国際貿易の枠組みを構築するにあたっての米国の存在感の大きさを示すものだと信じさせようとしています。しかしTPPは米国労働者を助けるような枠組みを構築するものではありません。TPPは巨大企業のための枠組みをつくるものなのです。」

### CPTPPに追加加盟した国
英国
2018年7月6日、イギリスのテリーザ・メイ首相は特別会議を開き、イギリス政府として初めて公式にTPPへの参加意思を表明した。報道では、TPPとあるが、後述のとおりCPTPP参加の意向である。また2018年7月18日、イギリスのリアム・フォックス英国際貿易相は、中小企業団体の会合の講演でCPTPP参加について一般から意見を求める方針だと明らかにした。この意見公募は、イギリス政府の公式HPで、7月20日に開始され10月26日に終了した。2020年6月17日、イギリスは、環太平洋パートナーシップに関する包括的及び先進的な協定（CPTPP）への加盟を目指す方針を改めて表明した。
2020年9月9日、イギリスのトラス国際貿易相はCPTPP参加11カ国の首席交渉官と会談を行った。正式な交渉入り表明前に意見交換を行ったもので、正式加盟前に、加盟希望国が、現加盟国全部との協議を行うのははじめてである。会談方式は明示されていないが、テレビ会議とみられる。
2020年10月23日、日本とイギリスは、日英包括的経済連携協定に署名した。この時に両国は「英国のCPTPP加入についての関心に関する日本国政府と英国政府との間の書簡」の交換を行い、この中で日本は「日本国政府は、CPTPPの加入手続（委員会決定２の附属書）に従い、英国のCPTPPへの早期加入を支援する堅い決意を表明する。」との意向を示した。
2021年1月20日、イギリスのエリザベス・トラス国際貿易大臣は、日英包括的経済連携協定に関する両国の会議における講演のなかで、間もなく正式な加盟申請を提出すると述べた。
2021年1月30日、イギリスの国際貿易省は、2月1日にイギリスがCPTPPへの加盟を正式に申請すると公式発表した。
2021年2月1日、イギリスのエリザベス・トラス国際貿易大臣は、CPTPPの寄託国であるニュージーランドのダミエン・オコナー貿易・輸出振興担当大臣に対してCPTPPに対する正式な加盟申請を提出した。同日、エリザベス・トラスイゴシス国際貿易大臣及びダミエン・オコナーニュージーランド貿易・輸出振興担当大臣は、2021年CPTPP委員会の議長国である日本の西村康稔経済再生大臣とウェブ会談を行い、エリザベス・トラスイゴシス国際貿易大臣から加入要請を通報した旨、報告をした。
2021年6月2日、第4回CPTPP委員会が、開催され、イギリスの加入手続を開始及び加入作業部会の設置についての委員会決定を採択した。これによりイギリスのCPTPP加入交渉の正式開始が決定した。
2022年2月18日、日本政府は、CPTPP高級実務者によるオンライン形式の協議が行われ、イギリスとのがデータ流通や知的財産などのルール分野の協議をほぼ終え、2021年9月28日に開始されたイギリスのCPTPP加入作業部会第1回会合を終了する旨、締約国間で合意がされた。今後、イギリスより市場アクセスのオファー等が加入作業部会に提出されると発表した。今後は、関税交渉に入る。英国のトレベリアン国際貿易相（当時）は「力強いTPPに加わるための画期的な節目だ。交渉のフィニッシュラインも見えてきた」とコメントした。
2022年9月27日、日本の時事通信は、日本やオーストラリアなどがイギリスに対し、市場開放に関する提案内容を再考するよう求めていると報道した。農業分野を中心に市場開放に慎重で、全体で90％程度にとどめているため。イギリスは近く関税分野の条件を再提示する見込みであるが、審査に一定の時間が要するため、英国が目指す年内の加入合意は難しそうであるとも伝えており、日本政府関係者は「現状のままでは英国の加入は難しい」と指摘。別の交渉関係者は、昨年加入申請した中国などとの協議も念頭に、「イギリスにもルールを緩めず厳しく対応する」と強調しているとしている。
2023年3月31日、CPTPP参加国各国及び英国の閣僚及び代表は、オンライン形式の会合を行い、「CPTPPへの英国加入プロセスに関する閣僚共同声明」を発出した。この閣僚共同声明は、「CPTPP加入交渉の実質的な妥結を歓迎した」と明記している。
2023年7月16日の第7回CPTPP委員会における加入の正式決定を受けて、同日、イギリスとCPTPP締約国11か国が、環太平洋パートナーシップに関する包括的及び先進的な協定へのグレードブリテン及び北アイルランド連合王国の加入に関する議定書に署名した。
加入議定書は、交渉の結果を踏まえ、CPTPPが規定する各分野のルールのイギリスによる遵守並びにCPTPPの締約国及び英国が互いに付与する市場アクセスに関する約束等を定めており、各分野のルールについてはCPTPPでの水準をそのままイギリスが受け入れている。
加入議定書の署名後、各国においてその締結に必要な国内手続を行うこととなり、日本においては国会の承認が必要とされている。
加入議定書は、イギリス及び全てのCPTPP締約国による締結後、60日後に発効。署名15か月以内（2024年10月16日）にイギリス及び全てのCPTPP締約国が締結していない場合、イギリス及び6か国以上のCPTPP締約国が締結後（署名15か月の時点でこの要件が満たされていれば、その時点から）、イギリス及び締結済みのCPTPP締約国について、60日後に発効する。その後に締結するCPTPP締約国について、締結後60日後に発効（議定書第21条）。
2024年8月29日、イギリス政府は、イギリス及び6か国（日本、シンガポール、チリ、ニュージーランド、ベトナム及びペルー）が締約を完了したと発表した。2024年12月15日の発効が確定した。更に9月17日に、マレーシアも締結した、10月16日にブルネイが簡易な電子的通報により締結を通報し、この日を通報日とするべき旨について締約国による確認を経たことから、ブルネイについても、2024年12月15日に発効する。オーストラリアは、10月25日に締結し、12月24日に発効する。
残る2か国（カナダ及びメキシコ）については、それぞれの国ごとに、その締結の日から60日後に発効する。

#### イギリスのCPTPP加盟議定書の受諾
日本
2023年10月20日、イギリスのCPTPP加盟議定書締結承認案件が閣議決定され、同日衆議院へ提出された。
2023年11月20日、衆議院は、加入議定書を承認した。賛成は、自由民主党・無所属の会; 立憲民主党・無所属; 日本維新の会; 公明党; 国民民主党・無所属クラブ; 有志の会、反対は、日本共産党; れいわ新選組であった。
2023年12月6日、参議院は、加入議定書を承認し、国会の承認がされた。。
2023年12月15日、環太平洋パートナーシップに関する包括的及び先進的な協定へのグレートブリテン及び北アイルランド連合王国の加入に関する議定書の効力発生のための通報についてが閣議決定され、同日、議定書の効力発生のための国内手続の完了について、同議定書の定める手続に従い、寄託者であるニュージーランドに通報がされた。この受諾は、CPTPP締約国11か国及びイギリスの中で最も早い。
2024年1月15日本政府政府は、当日付け官報号外第8号で、環太平洋パートナーシップに関する包括的及び先進的な協定へのグレートブリテン及び北アイルランド連合王国の加入に関する議定書を令和6年条約第1号として公布した。
 シンガポール
シンガポールは2024年1月23日、イギリスのCPTPP加盟議定書を批准し、議定書の2番目の締約国になった。
 チリ
チリは 2024年4月24日、イギリスのCPTPP加盟議定書を批准し、議定書の3番目の締約国になった 。
 英国
イギリスは 2024年5月17日、CPTPP加盟議定書を批准した 。
 ベトナム
2024年6月25日、ベトナム国会は、イギリスの加入議定書を承認した。ベトナムは、2024年8月2日に加入議定書を批准した。
 ペルー
2024年8月20日、ペルー大統領はイギリスの加入議定書を承認した。ペルーは、2024年8月28日加入議定書を批准した。
 マレーシア
2024年9月17日、マレーシアはイギリスの加入議定書を批准した
 ブルネイ
2024年10月16日にブルネイが簡易な電子的通報により加入議定書の締結を通報し、この日を通報日とするべき旨について締約国による確認を経たことから、ブルネイについても、12月15日に発効する
 オーストラリア
2024年10月25日にオーストラリアは、加入議定書を締結し、12月24日に発効する。

### CPTPPの加盟交渉中の国・地域
コスタリカ
2021年6月13日、日本の日本経済新聞は、コスタリカのロドリゴ・チャベス・ロブレス大統領は、ロサンゼルスで日本経済新聞の取材に応じ、「環太平洋経済連携協定（TPP）への加盟をめざす」と明らかにした、報道した。なお、この報道では、TPPとあるが、「2021年12月には南米エクアドルもTPPへの加盟を申請したと表明した。」と記事にあり、エクアドルが申請したのは、TPPではなく、CPTPPであるので、コスタリカについても、現在、未発効のTPPではなくCPTPPのことであると思われる。
2022年8月10日、コスタリカがCPTPPへの加盟の申請文書をニュージーランド政府に提出し、11日に受理された。
2024年11月28日、カナダのバンクーバーで開催された第8回CPTPP委員会において、締約国は、コスタリカの参加交渉を始めることで合意した。

### CPTPPの加盟申請中の国・地域
中国
TPPが交渉されている時点で、TPPに関心を示し情報収集などを行っていたが、その後、TPP妥結までの間に参加に向けた行動はとられなかった。
2020年5月28日、中国の李克強国務院総理（首相）は、記者会見でCPTPPへの参加について「積極的でオープンな態度だ」と答えた。日本経済新聞の記事によれば、「中国首相が公の場でTPP11への参加に言及したのは初めてとみられる」。
2020年11月20日、中国の習近平国家主席（総書記）は、オンライン形式で開催されたAPECの首脳会議において、「環太平洋経済連携協定（ＴＰＰ）への参加を中国は前向きに検討する」と述べ、環太平洋経済連携協定（TPP）に加盟する意向を明確に表明した。
2021年9月16日、中国商務省はCPTPPへの正式加入について、王文濤商務相がニュージーランドのオコナー貿易相に申請書を提出したと発表した。CPTPPへの加入は現行加盟国全ての同意が必要であるが、加盟国との南シナ海問題における摩擦、同じく加盟申請をしているイギリスとの対立もあり、加盟が困難になるのではとの見方がある  。
同月23日、台湾のTPPへの加盟申請について、中国は断固として反対すると反対の意思表示を示した。台湾は中国が定めた一つの中国に基づき、台湾は中国の一部であるという主張から「国家」として認めておらず、TPP加盟国にもそれを促している  。
 台湾
TPPが交渉されている2010年にTPP交渉参加の意向を表明したことがあるがこの時点では交渉に参加しなかった。
2018年3月5日、台湾の陳建仁副総統は、CPTPP参加に必要な各種準備を進め、主要貿易パートナーに参加支持を働きかける旨、意向を示した。
2018年12月7日、日本の外務大臣河野太郎は、記者会見において台湾による日本産食品輸入規制について、規制緩和が住民投票で否決されてことに関して「また、TPPが年内に発効いたしますが、台湾からTPPへの参加への意思の表明をいただいていた中で、こういう事態になって、参加が出来ないということになるのは非常に残念に思っております。」と発言した。
2020年11月16日、ロイター通信は、台湾の通商交渉官であるトウ振中・行政院政務委員（無任所大臣に相当）が、「環太平洋パートナーシップ協定参加に向け「比較的」順調な進展があったが、加入のルールが一段と明確になるのを待っていると明らかにした」と報じた。
2020年12月14日、ロイター通信は、「台湾外交部（外務省）は、13日夜の声明で、CPTPPの申請前の既存メンバーと非公式協議を現在進めており、メンバー国の反応はかなりポジティブとの見方であり、全てのメンバー国との非公式協議が完了した段階で、参加申請を正式に提出すると述べた。」と報じた。
2021年9月17日、台湾の王美華経済相は 、中国のCPTPP加盟正式申請を受けて、「台湾の加盟申請が影響を受けないことを期待して、加盟国のさらなる発展と反応に引き続き注意を払う」と述べた。また「台湾は、在庫や規制の改正、市場開放など、CPTPPへの加盟に向けて多くの準備を行っていると述べ、加盟国との非公式協議を行っており、合意に達した時点で申請書を提出する予定」とも述べた。
同月22日、同国がCPTPPへの加入申請を正式に提出した。先日の中国の加入申請に対抗したものである可能性が指摘されている  。この加入申請について、台湾の通信社の台北中央社の報道によると、9月23日に行政院（内閣）の鄧振中政務委員（無任所大臣に相当）兼行政院経済貿易交渉弁公室（OTN）の交渉代表は、記者会見で、加盟申請には「台湾、澎湖、金門、馬祖独立関税地域」の名義を用いたと説明し、台湾は同名義でWTOに加盟しており、物議を最小限に抑える狙いから同名義を選んだ」と述べた。またこのタイミングで加盟を申請した理由については、「台湾と密接な交流がある日本がTPPの今年の議長国を務めていることなどを挙げ、中国（の加盟申請）とは直接的な関連はない」と述べた。
 エクアドル
2021年12月17日、エクアドルがCPTPPへの加盟を申請した。エクアドル外務省の公式ツイッターが17日付けで明らかしたもので、日本の日本経済新聞が12月29日に報道したところによれば、NZ外務貿易省は日本経済新聞に対し、「エクアドルから17日に正式な申請を受け取り、他の加盟国と共有した」と認めた。
 ウルグアイ
2021年10月29日、日本の日本経済新聞は、ウルグアイのラカジェポー大統領は、都内で日本経済新聞の取材に応じ、「11月にも環太平洋経済連携協定（TPP）の加盟申請を行う」と語った、と報道した。なお、この報道では、TPPとあるが、「TPPへの加盟を巡っては英国に加え、中国や台湾が加盟を相次いで申請する」と記事にあり、英国、中国、台湾が申請したのは、TPPではなく、CPTPPであるので、ウルグアイについても、現在、未発効のTPPではなくCPTPPのことであると思われる。
2022年12月1日、ウルグアイがCPTPPへの加盟の申請文書をニュージーランド政府に提出し、受理された。一方、ウルグアイと関税同盟である南部南部共同市場（メルコスル）を構成するブラジル、アルゼンチン、パラグアイの３カ国は、単独での他国との経済連携協定の締結は、メルコスルの規定に違反するとして反発した。
 ウクライナ
2023年4月21日、ウクライナのタラス・カチカ通商代表はCPTPPへの加盟申請を行い、年内にも交渉が開始されることに期待すると表明した。環太平洋地域に領土を持たないウクライナの加盟が実現すれば、TPPの範囲は環太平洋の枠組みを大きく超えることになる。
2023年5月5日、ウクライナがCPTPPへの加盟の申請文書をニュージーランド政府に提出し、受理された。7月7日にニュージーランド政府が公表した。
 インドネシア
2011年の段階では、「自由化品目の割合が非常に高く、対象になった品目の関税撤廃を一気に進める」としてTPPに不参加の意向を明らかにしている。
2015年10月、ジョコ・ウィドド大統領が、米国訪問時に参加の意向を表明した。
2016年6月12日、日本経済新聞電子版は、『ユスフ・カラ副大統領は、日本訪問時における講演で、CPTPPについて「インドネシアは参加する意思がある」と明言した。』と報道した。
2023年5月1日、アイルランガ・ハルタルト経済担当調整大臣は、CPTPP加盟についてインドネシアの願望を表明した。
2024年5月24日、アイルランガ・ハルタルト経済担当調整相は24日、日本経済新聞のインタビューで、CPTPP加盟「年内にも申請する」と明らかにした。
2024年9月19日、インドネシアがCPTPPへの加盟の申請文書をニュージーランド政府に提出し、受理された。

### TPPに関心を示した国・地域
韓国
TPP参加に前向きな姿勢を見せていたが、その後TPPへの参加が自国に不利に働くとみてアメリカとの二国間交渉に切り替え、米韓FTAで合意、妥結に至っている。
2011年11月16日には、外交通商部が記者会見で、TPPは国益にならない、として正式に不参加の旨を明らかにした。
2013年11月29日、ヒョン・オソク経済副首相兼企画財政相が「（韓国政府が）まず、TPP交渉に参加することへの関心を示し、交渉参加各国との2カ国間協議を行う必要がある」と述べ、日本などTPP交渉参加国と個別協議を行う方針を表明。これに対して2014年3月13日、米政府高官は、米韓自由貿易協定の問題が解決されるまで、韓国がTPP交渉に参加することは歓迎されないとの見方を示した。
CPTPP加入に関する、韓国政府の態度表明は、2018年4月5日に「新通商戦略」において、TPP11の加入について上半期中に結論を出すと発表されていたが、実際には行われず、米国のTPP11再加入及び台湾・英国のTPP11加入の行方、米中貿易紛争、米国のイラン・トルコ経済制裁など、対外情勢に不確定な要素があるため、TPP11加入についての結論を上半期ではなく、2018年内に結論を出す予定となったとの報道もあったが、2019年にいたっても決定がされず、加入促進論の半面で慎重論も根強く容易に意思決定できないジレンマに陥った状態となっている。
2020年12月8日、韓国の文在寅大統領は、CPTPPについて「参加も検討していく」と述べ、前向きな姿勢を示したと発言したと複数のメディアが伝えた。毎日新聞は、この報道のなかで、日本政府関係者の指摘として「中国や英国、タイ、台湾などTPP加入に関心を示す国・地域が増えたことが刺激になったのだろうとも伝えた。
2021年9月30日、韓国産業通商資源部のヨ・ハング通商交渉本部長は、「環太平洋パートナーシップに関する包括的及び先進的な協定（CPTPP）関連専門家懇談会」で、「政府は協定への加盟を積極的に検討し、対内外の準備作業を滞りなく進めている」と述べたが、具体的な加盟申請の時期についは「国益の最大化という観点から協定加盟の可否と時期を決める」とし明言を避けた
2021年12月13日午前、韓国の洪楠基経済副総理兼企画財政部長官は、政府ソウル庁舎で開かれた第226回対外経済長官会議においてCPTPP加盟に向けた準備を始めると明らかにした。今後国会での報告などを経て加盟申請する方針と報道されている。
2021年12月15日、韓国の洪楠基経済副総理兼企画財政部長官は、外国メディア向けの記者会見でCPTPP加盟申請について、現政権の任期内（2022年5月）での加盟申請を目標として国内手続きを進める、と表明した。日本経済新聞は、記事のなかで、「22年3月に大統領選挙が予定されており、TPP参加の是非を巡っても議論が交わされる見通し。現政権の思惑どおりに国内での合意形成が進むかは不透明な面も残る。」と論評した。
2021年12月27日、韓国の洪楠基経済副総理兼企画財政部長官は、対外経済安保戦略会議の席上で、2022年4月にCPTPP加盟申請書の提出を目標に手続きを進めていく、と表明した。その後、2022年5月の文在寅大統領の任期中の加盟申請は行われず、次の尹錫悦大統領は、加盟申請に向けた動きをしていない。
 タイ
2012年11月18日、首相のインラックは米大統領バラク・オバマとの会談後の会見でTPPへの参加を表明していた。2014年5月のクーデターによりプラユット・チャンオチャが首相に就任した後、2018年3月29日にソムキット副首相（経済担当）は米国を除く11カ国による新協定「TPP11」の署名を受けて、参加表明した。
2018年5月1日、タイのソムキット・チャトゥシピタク副首相は、日本の茂木経済再生担当相との会談において、タイ政府がCPTPP早期加盟に向け準備をしていることを伝え、今後タイが他のCPTPP加盟国と協議するに当たって、日本からのサポートに期待を表明した。
2019年3月2日、タイが3月中に環太平洋連携協定（TPP）への参加を申請する方針であると日本の共同通信が報道した。報道によるち「タイ商業省のオラモン・サップタウィタム貿易交渉局長が2日までに共同通信に明らかにしたとなっている。日本の日本経済新聞も3月2日夕方の電子版で同様の報道をしている。なお報道において「環太平洋連携協定（TPP）への参加」とあるが、日本経済新聞が「米国を除く11カ国による環太平洋経済連携協定（TPP）」とあるようにCPTPPへの参加のことである。
2020年1月7日、日本の茂木外務大臣が、タイのプラユット首相兼国防大臣を表敬し、その際、TPP11について、プラユット首相から、「タイ国内での手続きを進めているところであり，タイ政府が参加を決定した際には日本に最初に伝達する」旨発言があった。
2020年2月17日、タイのソムキット副首相と日本の西村経済再生担当大臣が会談を行った。その後の記者会見で西村大臣は「副首相からは、タイ国内において、TPP 加入に向けて４月頃にも正式な決定ができるよう前向きな調整を進めているというお話がありました。」と発言した。
2020年4月28日、タイのバンコックポスト（電子版）は、アヌテイン副首相兼保健相が食料安全保障や医薬品へのアクセスが阻害されるとして，CPTPPへの新規加盟申請に反対し、閣議は分裂状態となっていると報じた。この反対の後、閣議での結論は確認できないが、4月中の加盟申請は行われておらず、その後も5月13日の日本とタイの会談において検討中と、タイ側が発言していることから結論は出ていないと思われる。
2020年5月13日、タイのドーン・ポラマットウィナイ外務大臣と日本の茂木外務大臣が電話会談を行った。このなかで、TPP11協定について、ドーン大臣から「現在、タイ政府内で検討中であり、引き続き日本政府と連携していきたい。」との発言があった。
2020年5月26日、ロイターの報道によれば、タイの内閣は、CPTPPへの加盟をめぐり、下院に検討委員会を設置することで合意した。政府スポークスマンは「委員会の結論は、内閣がCPTPPへの加盟を決定するのに役立つだろう。政府としては30日以内に全て完了させたいと考えている」と話した。
2020年6月11日、日本経済新聞電子版は「タイの連立政権で国軍が後ろ盾の保守派が台頭し、環太平洋経済連携協定（TPP）参加が後退する可能性が出てきた」と報道した。最大与党「国民国家の力党」内のポスト配分への不満で、党首選を実施されることになったが、その結果、CPTPP加盟を推進しているソムキット副首相派の閣僚は全員、更迭される可能性があるとするものでその場合は参加機運はしぼみかねないとするものである。
2020年6月12日のタイのバンコックポスト（電子版）は、「タイの下院が、49人の委員からなるCPTPPに加入した場合の費用対効果を検討する特別委員会の設置を決定した、検討期間は30日で、下部に種苗、公衆衛生と医薬品、貿易と投資の3分野を検討するサブグループを設置する。」と報じた。5月末に報道されたものであるが、設置が6月12日となったことから検討終了が7月半ばとなり、内閣による加盟申請の是非の決定はその後になる。
2020年7月2日、タイのバンコックポスト（電子版）は、オーラモン・サプタウィツム貿易交渉局長の発言として「CPTPPへの加入について今年中に正式に申請することは難しいと」と報じた。
2020年9月29日、日本経済新聞電子版は、タイのスパタナポン副首相兼エネルギー相へのインタビューとして、『TPPについて「ビジネスを広げたいのならば（参加手続きを）進めるべきだ」と言明した。だが、国会審議で利害関係者の意見を聞く必要があるとも述べた。』と報道した。更に『スパタナポン氏は「（改造後の内閣の）経済チームのトップはプラユット首相だ」と指摘。自身は経済政策を統括していたソムキット前副首相の直接の後任でないとの立場を明らかにした。』とも報道した。
2020年11月12日、タイの下院はCPTPPに加入した場合の費用対効果を検討する特別委員会がまとめた報告書を承認した。政府に提出し、新規加盟を目指す場合にはさらなる検討を求めることになる。
2020年11月24日付タイのクルンテープ・トゥラキット紙が伝えるところによると、タイは23日の閣議においてCPTPPへの加盟交渉の実施判断に向けた関係機関の調整を30日以内に実施するようドーン副首相兼外相に指示すると決定した。その後、2023年2月現在で、加盟申請に向けた動きはない。
 フィリピン
TPP交渉参加の意向を表明したことがある。
2021年4月1日、日本経済新聞は、「フィリピンが将来の環太平洋経済連携協定への参加を視野に、調査を始めた。」と報じた。
 コロンビア
TPP交渉参加の意向を表明したことがある。
2018年6月15日、コロンビアのマリア・ロレーナ・グティエレス商業・産業・観光相がCPTPPに公式に加盟申請したことを明らかにした。なお、コロンビアはCPTPPの寄託国のニュージーランドに公式に通知しているとしているが、CPTPPの発効の前のために、TPPの現参加国の見解では公式なものではないとしている。
 スイス
2021年2月3日、スイスの連邦参事会（内閣）は、エリザベト・シュナイダー国民議会議員から、2020年12月2日に提出されたCPTPPへの加入の検討を求める質問趣意書に対する回答において、CPTPPへの加入により、既存のFTA締結国におけるEUなどとの相対的な競争環境の劣化を克服するとともに、オーストラリア、ニュージーランド、マレーシア、ベトナム、ブルネイなど、スイス（EFTAを含む）がFTAを締結していない国との自由貿易が実現、締約国間の輸出に関する規則を統一できるという利点もある一方で、特許申請後の猶予期間の扱い、地理的表示（GI）に関する制限や輸入国側による原産地証明の事後確認といった、スイス側が受け入れ難い規則が存在するとして、加入に否定的な見解を明らかにした。